# Phare de Tamara
Le phare de Tamara est un phare situé sur l'Île de Tamara (archipel des ÎIes de Loos en Guinée). 
Surplombant la mer de 95 m il permet, avec une portée de 26 milles nautiques (48 kilomètres) de guider les navires vers le port de Conakry très proche.

## Histoire
Le phare de Tamara est construit en 1906 par les Français, il est le premier phare en Guinée,.

## Description
La tour est en maçonnerie cylindrique peinte en blanc, la lanterne et la galerie peintes en rouge. Bien que la hauteur du bâtiment soit réduite (10 m), sa position sur des rochers hauts de 15 m situés au sommet de l'ile de Tamara lui permet de culminer à plus de 95 m. Ainsi la portée de ce phare est importante avec 26 milles nautiques (48 kilomètres).
Le phare permet l'approche longue distance vers le port de Conakry, dont l'entrée dans la passe peu profonde et parsemée d'épaves, est constituée par un chenal au sud du port dont l'approche à courte portée est assuré par le phare de Boulbinet sur la pointe de la presqu'île de Conakry et le phare de Conakry sur la digue de la Prudente.

## Caractéristiques du feu maritime
Le phare de Tamara émet un éclat blanc toutes les 5 secondes. 
Il présente deux secteurs :
- Secteur limite 1 : - 220° 283°
- Secteur limite 2 : - 235° 161°

Identifiant : ARLHS : GUN-003 - Amirauté : J0368 - NGA : 113-24620 . 

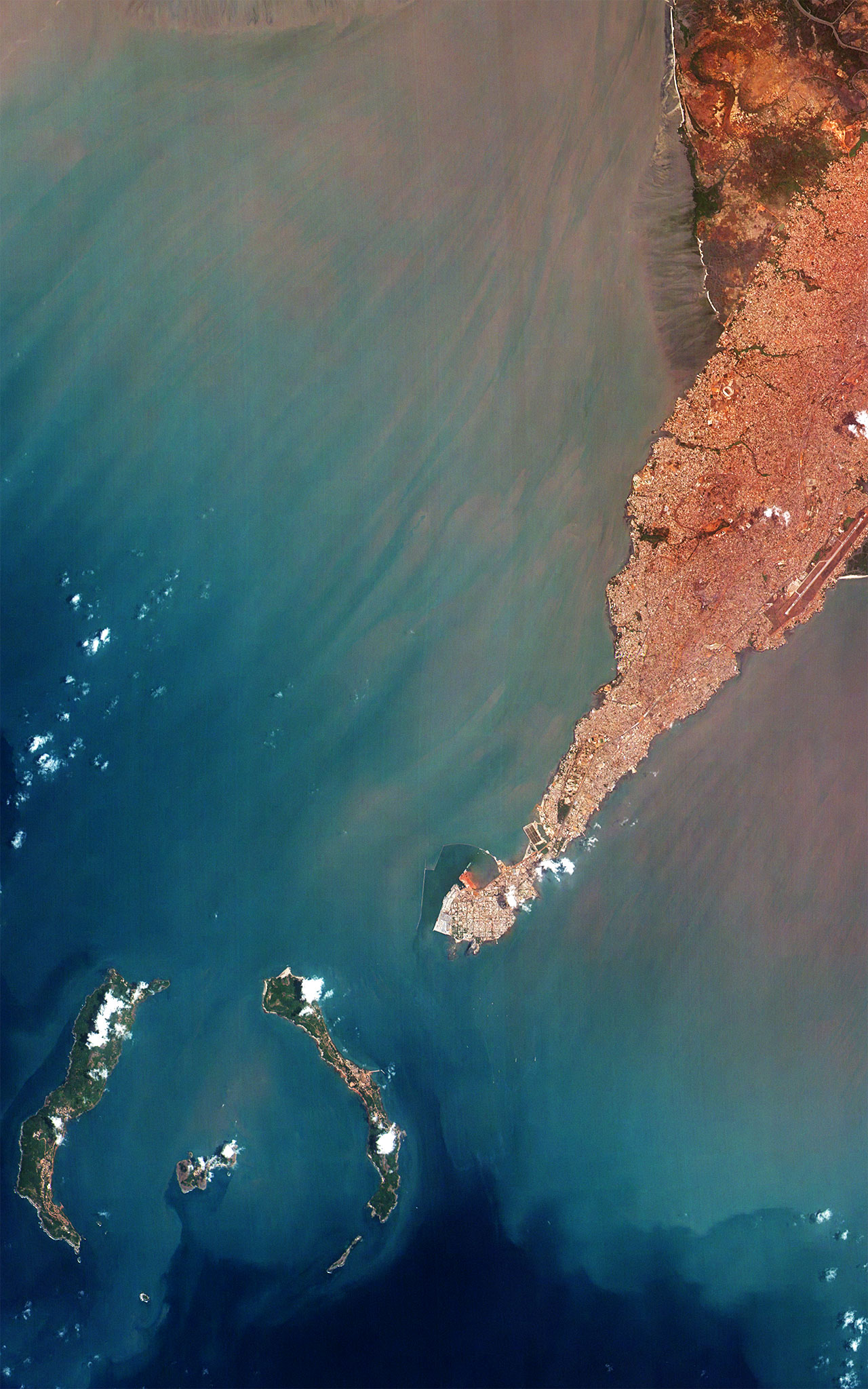
Péninsule de Conakry et Îles de Loos en arc de cercle. Tamara est l'ile la plus à l'Ouest